# La corsa all'amore (film 1914)
La corsa all'amore è un film muto italiano del 1914 diretto da Telemaco Ruggeri.